# Canthon forcipatus
Canthon forcipatus är en skalbaggsart som beskrevs av Edgar von Harold 1868. Canthon forcipatus ingår i släktet Canthon och familjen bladhorningar. Inga underarter finns listade.